# Outmatched
Outmatched (estilizado como outmatched) es una serie de televisión de comedia de situación estadounidense creada por Lon Zimmet para Fox. Su estreno fue en los jueves por la noche en la temporada de televisión de 2019–20 el 23 de enero de 2020. En mayo de 2020, Fox canceló la serie después de una temporada.

## Premisa
La serie sigue a una pareja de obreros en Atlantic City, Nueva Jersey tratando de sobrevivir y criar a cuatro hijos, tres de los cuales son genios certificados.

## Elenco

### Principal
- Jason Biggs como Mike
- Maggie Lawson como Kay
- Tisha Campbell-Martin como Rita
- Finesse Mitchell como Irwin
- Ashley Boettcher como Nicole
- Connor Kalopsis como Brian
- Jack Stanton como Marc
- Oakley Bull como Leila

### Invitados especiales
- Tony Danza como Jay
- Caroline Aaron como Sylvia
- Alyson Hannigan como Beth
- Eddie Kaye Thomas como Sigmund

## Episodios
| N.º | Título             | Dirigido por     | Escrito por                          | Fecha de emisión original | Código de prod. | Audiencia (millones) |
| --- | ------------------ | ---------------- | ------------------------------------ | ------------------------- | --------------- | -------------------- |
| 1 | «Pilot»            | Jonathan Judge   | Lon Zimmet                           | 23 de enero de 2020       | 1BYF01          | 3.20                 |
| Mike y Kay Bennett viven en una casa con sus cuatro hijos, tres de los cuales (Brian, Nicole y Marc) poseen una inteligencia a nivel de genio. A pesar de ser increíblemente inteligente, Kay está aterrorizada de que su falta de habilidades sociales les haga imposible llevar una vida normal. Por lo tanto, ella y Mike deciden llevar a los niños a un viaje al paseo marítimo. Desafortunadamente, Brian insiste en llevar a su amigo nerd de 35 años, Nicole se niega a irse después de saber que tiene un coeficiente intelectual más bajo que el de su hermano, y Marc destroza la casa por un «experimento». Kay ya ha tenido suficiente y Mike interviene, diciendo a los niños que está decepcionado de ellos. La cuarta hija, Leila, luego miente y le dice a sus hermanos que Kay quería hacer algo especial para su cumpleaños. Por culpa, los niños ayudan a compensar su mal comportamiento construyendo una réplica del paseo marítimo para Kay en la casa. |                    |                  |                                      |                           |                 |                      |
| 2 | «The Talk»         | Betsy Thomas     | Lon Zimmet                           | 30 de enero de 2020       | 1BYF02          | 2.34                 |
| Cuando Mike y Kay encuentran a Brian imprimiendo una válvula cardíaca artificial en 3D, lo confunden con una parte privada femenina. Tratan de darle a Brian y Nicole la charla sobre sexo, pero no funciona y los niños terminan dándoles la charla en su lugar. Después de esto, Nicole y Brian se convencen de que son lo suficientemente mayores para tener sexo. Brian imprime una cara en 3D para practicar los besos. A Nicole se le ocurren posibles chicos para ser su primer beso, pero cuando Leila se mete en su cabeza, le preocupa que sea malo. Intenta practicar el beso en la cara 3D de su hermano, pero él se niega. Cuando Kay y Mike los sorprenden peleando por ello, ayudan a los niños a darse cuenta de que no hay necesidad de apurarse y que deben esperar hasta que estén listos. |                    |                  |                                      |                           |                 |                      |
| 3 | «Grandparents»     | Betsy Thomas     | Dan Rubin                            | 6 de febrero de 2020      | 1BYF05          | 2.66                 |
| Los padres de Mike lo visitan; su padre Jay continúa criticando a su hijo por no criar bien a sus hijos mientras que Kay tiene que lidiar con su prepotente madre Sylvia. Jay se avergüenza de saber que Brian no sabe conducir e ignora la insistencia de Mike en que sea él quien le enseñe. Sylvia ayuda a Nicole a hacerse un cambio de imagen completo de una chica de Jersey, molestando a Kay que se siente excluida. Cuando Jay miente sobre un ataque al corazón para motivarlo, Brian se va y Mike y Jay van tras él. Hacen las paces mientras Kay y Sylvia hablan y Kay se da cuenta de que Sylvia ya casi no habla con Mike y por lo tanto hace lo que puede para mantenerse en contacto con él. Brian decide que quiere aprender a conducir empezando con una bicicleta. |                    |                  |                                      |                           |                 |                      |
| 4 | «Bad Guy»          | Victor Gonzalez  | Mathew Harawitz                      | 13 de febrero de 2020     | 1BYF04          | 2.17                 |
| Cansados de las estrictas reglas de sus padres, Nicole y Brian piden permiso para mudarse a su propio apartamento. Mike se niega, pero luego se derrumba y dice que sí, ya que teme que no le guste. Kay tiene que ir a la escuela de Leila para una recaudación de fondos de palomitas de maíz, donde Rita hace frente a Kourtney, el organizador verbalmente abusivo. La recaudación de fondos se desmorona rápidamente, y Kay y Leila tienen que terminar de hacer las palomitas ellas mismas. Mike les dice a sus hijos que ganen 15.000 dólares antes de firmar el apartamento, pero el esfuerzo fracasa y Kay interviene para castigarlos cuando empiezan a pelearse; Nicole y Brian admiten que quieren ser disciplinados y aceptan quedarse. Mike le paga arreglando las cosas con Kourtney. |                    |                  |                                      |                           |                 |                      |
| 5 | «Dating»           | Jonathan Judge   | Heather MacGillvray & Linda Mathious | 20 de febrero de 2020     | 1BYF07          | 2.02                 |
| Nicole empieza a salir con Tyler, un chico mayor que le recuerda a Kay todos los perdedores con los que salió en la escuela. Aterrorizada de que le pase lo mismo a Nicole, decide separarlos. Mike descubre que Marc se ha sentido inusualmente atraído por una pintura del museo local. Su hijo le dice que hable con la pintura, lo que le permite a Mike desahogarse sobre cómo no entiende a sus hijos y desea que sean normales. Kay y Nicole discuten sobre lo que es bueno para ella, y Nicole insulta a su madre, por lo que se le castiga. Al día siguiente, Kay se entera de que Tyler engañó a Nicole, y la ayuda a cerrar el asunto llevando a sus dos hijas a tirar papel higiénico en su casa. |                    |                  |                                      |                           |                 |                      |
| 6 | «Bullying»         | Betsy Thomas     | Lon Zimmet                           | 27 de febrero de 2020     | 1BYF06          | 2.47                 |
| Marc es disciplinado por intimidar a su profesor, así que Mike y Kay se postulan a una escuela local pensando que sería más adecuado para él. Sin embargo, el administrador de la escuela, el Dr. Walker, se niega a admitir a Marc porque Kay lo acosó en el instituto. Kay lo invita a cenar para suavizar las cosas, pero se da cuenta de que no sólo no está dispuesta a disculparse, sino que sus propios hijos están emulando el mismo comportamiento de acoso. Cuando Walker le exige a Kay una disculpa humillante y la insulta, Marc y sus hermanos defienden a su madre y lo expulsan. Marc informa a sus padres que se disculpará con su profesor para demostrar que puede ser mejor persona. |                    |                  |                                      |                           |                 |                      |
| 7 | «Failing»          | Michael McDonald | Seth Raab & Nicholas Darrow          | 5 de marzo de 2020        | 1BYF03          | 2.01                 |
| Irwin le advierte a Mike y Kay que Nicole, una perfeccionista que nunca ha fallado en nada, no está preparada para cuando inevitablemente falle en la vida. En respuesta, deciden inscribirla en el concurso de belleza del casino, pensando que no hay forma de que pueda ganar. Nicole gana, sin embargo, para su consternación ya que quería perder. Kay y Mike aprovechan la oportunidad para enseñarle que el fracaso puede ser bueno, ya que los perdedores hacen cosas que los ganadores no pueden hacer. Brian acepta jugar con Leila sólo porque piensa que hacerlo le ayudará a aprender a vencer a Marc en el ajedrez. Al final, se da cuenta de que le gusta más jugar con su hermana que su constante necesidad de eclipsar a sus hermanos. |                    |                  |                                      |                           |                 |                      |
| 8 | «Couple's Friends» | Betsy Thomas     | Nicole Sun                           | 12 de marzo de 2020       | 1BYF08          | 1.99                 |
| Mike y Kay se quedan atrás cuando Rita e Irwin hacen una fiesta para sus otros amigos; para compensar, deciden hacer nuevas amistades con Beth y Sigmund, dos padres abotonados e hipercentrados en las necesidades de su hijo Atticus, el compañero de feria de ciencias de Nicole y Brian. Kay invita a sus nuevos amigos a disfrutar de la bebida y los juegos, y cuando Nicole y Brian los echan de casa por ser demasiado ruidosos, los llevan al casino. Desafortunadamente, Beth y Sigmund beben demasiado, y en consecuencia Brian, Atticus y Nicole pierden una importante competición. Para arreglar las cosas con sus hijos, Mike y Kay terminan su nueva amistad y van a la fiesta de Rita e Irwin en su lugar. |                    |                  |                                      |                           |                 |                      |
| 9 | «Black Mold»       | Victor Gonzalez  | Caroline Fox & Mariah Smith          | 19 de marzo de 2020       | 1BYF09          | 2.58                 |
| Cuando hay que limpiar el sótano debido a una infestación de moho, Mike y Kay se ponen de muy mal humor. Nicole y Brian les consiguen una habitación en el casino para pasar la noche, para relajarse mientras convencen a sus padres de que les dejen ocuparse de la casa; rápidamente estropean las cosas al darle accidentalmente cafeína a Marc y Leila y luego tienen que salir de la casa cuando alguien irrumpe. Kay y Mike tienen que salir brevemente de su habitación, sólo para descubrir que se la han dado a una pareja de ancianos ya que sus hijos no la pagaron. Cansados y miserables, finalmente admiten el uno al otro que todo lo que necesitan es un tiempo a solas, lo cual también se arruina cuando sus hijos aparecen de repente de la nada. |                    |                  |                                      |                           |                 |                      |
| 10 | «Royal Rumble»     | Anthony Rich     | Carson Brand & Hannah Levitan        | 26 de marzo de 2020       | 1BYF10          | 2.38                 |
| Nicole y Brian obligan a sus padres a confesar que han estado mintiendo a Leila durante años diciéndole que ella y Marc cumplen años el mismo día cuando, de hecho, él es mayor. Para hacer las cosas bien, Kay y Mike deciden hacer una fiesta de maquillaje especial para Leila con un tema de su elección, pero en secreto, ambos tratan de elegir un tema para ella. Rita e Irwin se enteran de que el testamento de Mike les da la custodia de sus hijos. Para evitarlo, intentan cambiar el testamento para que el primo de Kay, Sebastián, sea el tutor. En la fiesta de Leila, Sebastián se niega a llevarse a los niños debido a su «rareza»; Rita e Irwin los defienden y deciden que honrarán los deseos de Mike. Leila le dice a sus padres la verdad; le gusta compartir un cumpleaños con Marc. Después de que la fiesta termina, mientras está a solas con Irwin, Leila le revela la pieza post-impresionista en la que había estado trabajando, indicando que ella es realmente un prodigio artístico, así como implicando que procesa un coeficiente intelectual de nivel de genio. Ella ha estado ocultando sus talentos a Mike y Kay, fingiendo ser tonta. Amenaza a Irwin con mantener su talento oculto en secreto, para que sus olvidados padres sigan tratándola como su favorita y única hija normal. |                    |                  |                                      |                           |                 |                      |

## Producción

### Desarrollo
El 23 de enero de 2019, se anunció que Fox le había dado a la serie, una orden de la producción del piloto, entonces titulada Geniuses. El piloto fue escrito por Lon Zimmet, que también será productor ejecutivo. Las compañías de producción involucradas con el piloto incluyen la propiedad de Disney 20th Century Fox Television. El 9 de mayo de 2019, Fox, ordenó la producción de la serie, ahora con el título Outmatched. Pocos días después, se anunció que la serie se estrenaría durante la mitad de temporada en el invierno de 2019–20. El 19 de mayo de 2020, Fox canceló la serie después de una temporada.

### Casting
En febrero de 2019, se anunció que Maggie Lawson y Jason Biggs habían sido elegidos en los papel principal para el piloto. Aunque el piloto fue ordenado, en marzo de 2019 se informó que Tisha Campbell-Martin se había unido al elenco de la serie. El 4 de diciembre de 2019, se anunció que Finesse Mitchell se había unido al elenco principal de la serie.
El 10 de enero de 2020, se anunció que Tony Danza sería la estrella invitada de la serie como el padre del personaje de Biggs. El 6 de febrero, se anunció que Biggs se reuniría con los coprotagonistas de American Pie Alyson Hannigan y Eddie Kaye Thomas en un episodio.

## Lanzamiento

### Marketing
El 13 de mayo de 2019, Fox lanzó el primer tráiler oficial de la serie.

## Recepción

### Críticas
En Rotten Tomatoes la serie tiene un índice de aprobación del 22%, basado en 9 reseñas, con una calificación promedio de 3/10. En Metacritic, tiene puntaje promedio ponderado de 33 sobre 100, basada en 4 reseñas, lo que indica «críticas generalmente desfavorables».

### Audiencias
| N.º | Título             | Fecha de emisión      | ÍA/CP (18–49) | Audiencia (millones) | DVR (18–49) | Audiencia DVR (millones) | Total (18–49) | Audiencia total (millones) |
| --- | ------------------ | --------------------- | ------------- | -------------------- | ----------- | ------------------------ | ------------- | -------------------------- |
| 1   | «Pilot»            | 23 de enero de 2020   | 0,7/4         | 3,20                 | 0,3         | 1,18                     | 1,0           | 4,38                       |
| 2   | «The Talk»         | 30 de enero de 2020   | 0,6/3         | 2.34                 | 0,2         | 0,77                     | 0,8           | 3,11                       |
| 3   | «Grandparents»     | 6 de febrero de 2020  | 0,6/3         | 2,66                 | 0,2         | 0,89                     | 0,9           | 3,55                       |
| 4   | «Bad Guy»          | 13 de febrero de 2020 | 0,5/3         | 2,17                 | 0,3         | 0,86                     | 0,8           | 3,03                       |
| 5   | «Dating»           | 20 de febrero de 2020 | 0,5/3         | 2,02                 | 0,3         | 0,85                     | 0,8           | 2,88                       |
| 6   | «Bullying»         | 27 de febrero de 2020 | 0,5/3         | 2,47                 | 0,2         | 0,86                     | 0,8           | 3,34                       |
| 7   | «Failing»          | 5 de marzo de 2020    | 0,5/2         | 2,01                 | 0,2         | 0,86                     | 0,7           | 2,88                       |
| 8   | «Couple's Friends» | 12 de marzo de 2020   | 0,5/3         | 1,99                 | 0,2         | 0,79                     | 0,8           | 2,78                       |
| 9   | «Black Mold»       | 19 de marzo de 2020   | 0,6/3         | 2,58                 | 0,2         | 0,80                     | 0,8           | 3,38                       |
| 10  | «Royal Rumble»     | 26 de marzo de 2020   | 0,6/3         | 2,38                 | 0,2         | 0,76                     | 0,8           | 3,14                       |